# Lars Bülow
Lars Bülow, född 1952, är en svensk arkitekt, möbelformgivare och designentreprenör. 
Lars Bülow har arbetat som möbelformgivare och designentreprenör sedan 1970-talet. Tillsammans med partnern Kersti Sandin grundade han designstudion Sandin & Bülow 1978, möbelföretaget Materia 1992 och Möbeldesignmuseum – the Museum of Furniture Studies 2017.

## Tidig karriär och utbildning
Lars Bülow introducerades i möbel- och designbranschen 1971 genom en praktikplats hos Norell Möbel, varefter han fortsatte till Overman GmbH i Tyskland. 1973–1974 arbetade Bülow hos arkitekten Bruno Mathsson och 1975–1978 arbetade han med kvalitetstester, utställningar och kommunikation på Möbelinstitutet. Parallellt med sitt arbete studerade Bülow inredningsarkitektur och möbeldesign vid Konstfackskolan i Stockholm. 1978 blev han den första Konstfackstudent att tilldelas ett arbetsstipendium från Ikeas designavdelning.

På Konstfack träffade Bülow sin kommande partner Kersti Sandin och 1978 grundade de designstudion Sandin & Bülow. Deras första uppdrag vara att skapa internationella idé- och debattutställningar för bl.a. Svenska Institutet, Svensk Form, Möbelinstitutet, Konsumentverket och Kooperativa Förbundet (KF). När KF 1979 skulle presentera en kollektion basmöbler, anlitades Sandin & Bülow för lanseringsutställningen, samt senare att formge flera produkter i basmöbelserien.

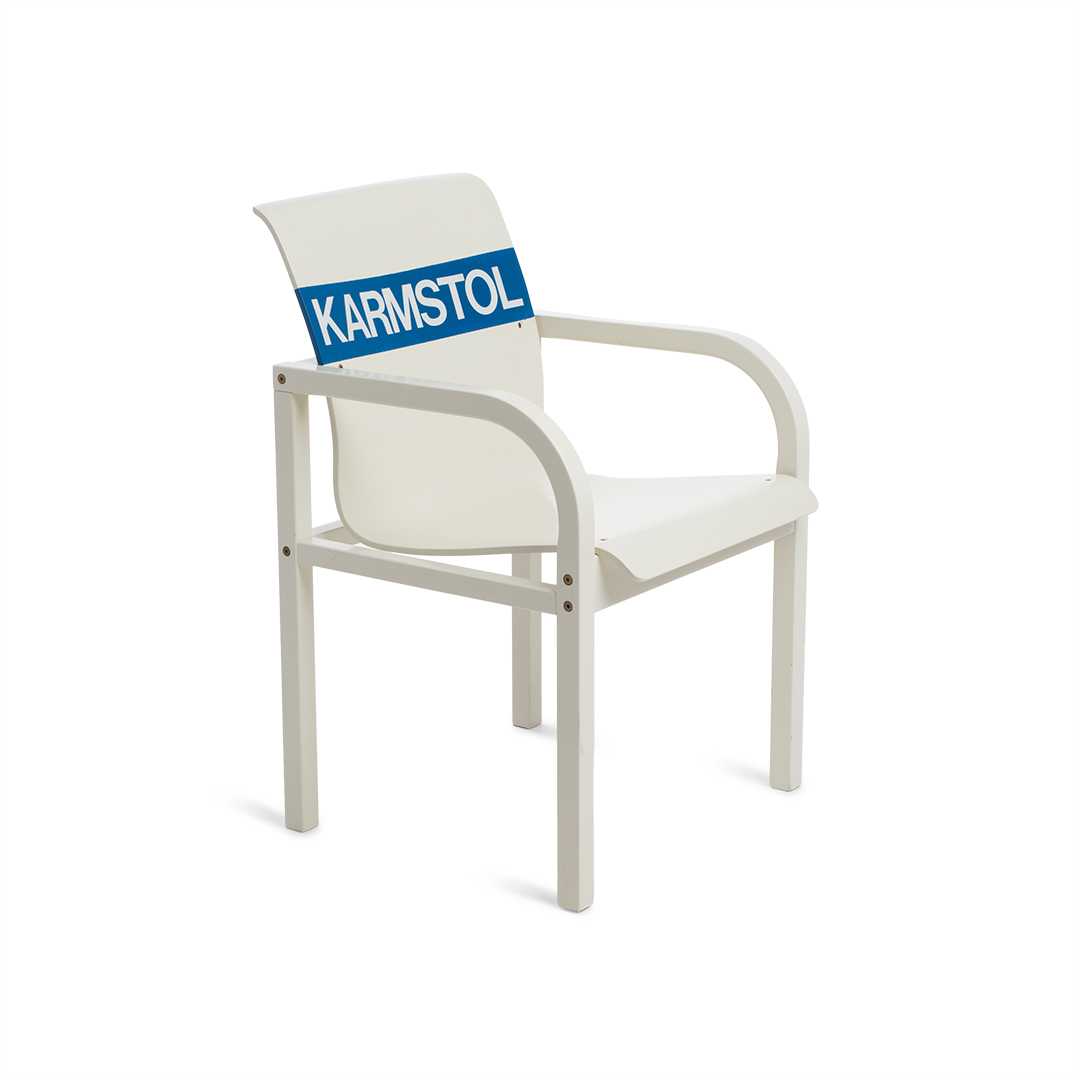
Stol ur Sandin & Bülows baskollektion för KF 1979.

Under 1980-talet designade Sandin & Bülow möbler och belysningsarmaturer för flera svenska tillverkare. Deras genombrott kom med serveringsvagnen Supporter för Akuma (1980), vilken följdes upp med bordet Cross för Mitab (1982), skåpet Hommage à Josef Frank för Svenskt Tenn/ Karl Andersson & Söner (1985), stolen Zig för TUA (1985), kontorsmöbelkollektion MM för Skandiform (1989) och Natura-kollektionen för Akuma (1989).

## Senare karriär

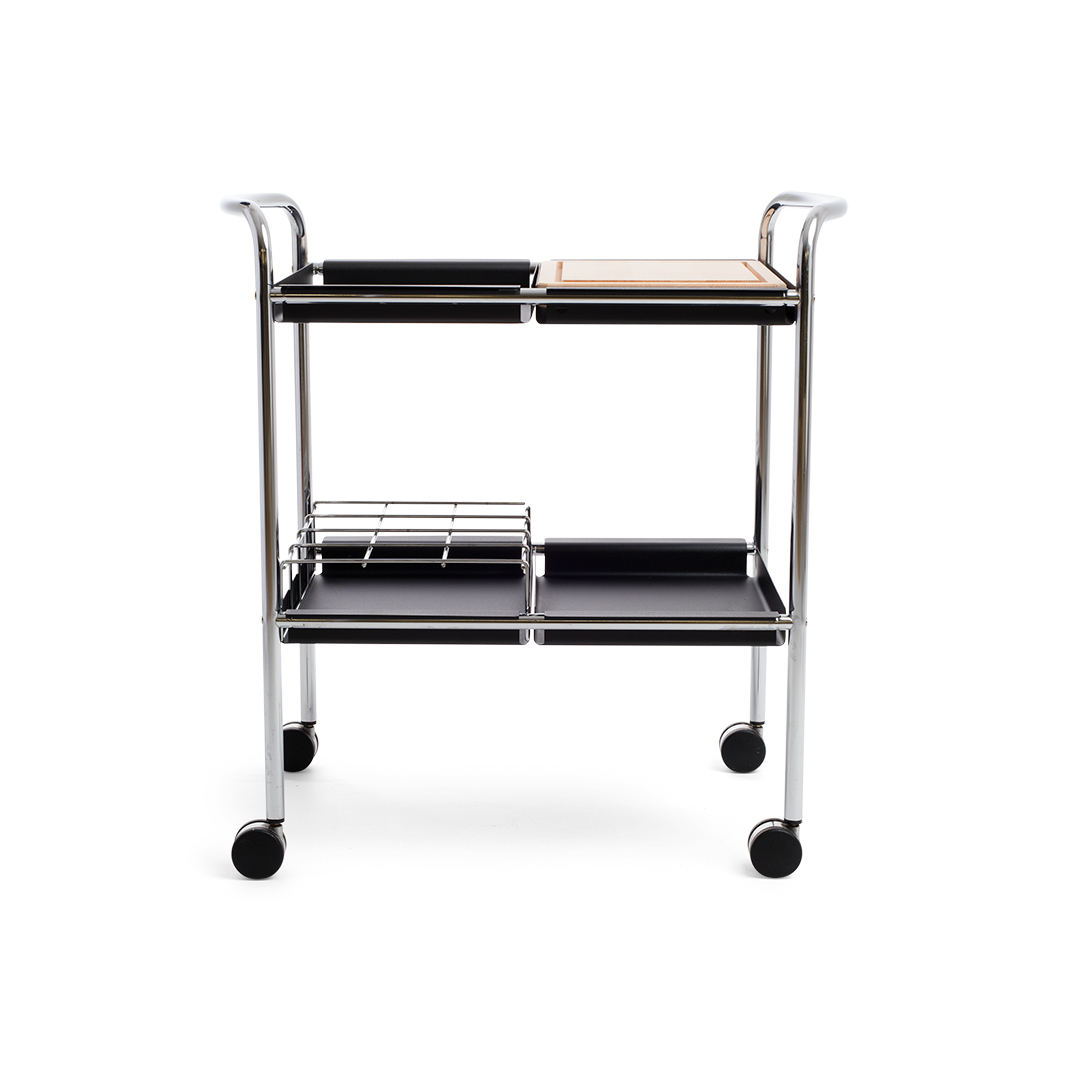
Vagnen Trolley designade av Sandin & Bülow för Akuma 1980.

År 1992 grundande Sandin och Bülow möbelföretaget Materia i Tranås, som främst utvecklade och tillverkade möbelkollektioner för offentliga miljöer. Soffan Arketyp (1991), tidningsstället och papperskorgen Vågspel (1994–96), sittmöbelserien Centrum (1997) och barstolen Plint (2001) var några av företagets hörnstenar. Sandin och Bülow drev med internationell framgång Materia och formgav samtliga produkter fram till 2004 då företaget förvärvades av Kinnarps AB. Lars Bülow fortsatte som Materias CEO fram till 2011 och parallellt i samma position på Skandiform och NC Nordic Care. 2012 blev Bülow CEO för Lammhults, där han stannade till 2015. 
Lars Bülow har haft flera styresluppdrag i organisationer och företag som Sveriges Inredningsarkitekters Riksförbund (SIR), Svensk Form, TMF-Trä- och Möbelföretagen, Materia Group, Kinnarps Group, SVID – Stiftelsen Svensk Industridesign och Lammhults Design Group.

## Utmärkelser och representation
Tillsammans har Sandin och Bülow erhållit många designutmärkelser, däribland Guldstolen, Forsnäspriset och Utmärkt Svensk Form hela 20 gånger.
De finns representerade med ett flertal produkter på Nationalmuseum i Stockholm, Röhsska Museet i Göteborg och Museum für Angewandte Kunst i Köln. Lars Bülow har även erhållit ett antal utmärkelser kopplat till sitt entreprenörskap, såsom Årets Företagare 1998, Årets Möbelpersonlighet 2013 och Interior Cluster Sweden´s Hederspris 2020.
Kersti Sandins och Lars Bülows mer än 40-åriga verksamhet finns beskriven i tre böcker utgivna av Bokförlaget Arena(2014): S+B inredningsarkitekter, S+B Möbelformgivare samt S+B Designentreprenörer.

## Möbeldesignmuseum
År 2017 grundade Kersti Sandin och Lars Bülow Möbeldesignmuseum – the Museum of Furniture Studies, i Stockholm. Där visar de sin privata samling av svensk och internationell möbeldesign från sent 1800-tal till idag. Museets syfte är att skapa en neutral, icke kommersiell mötesplats, där både svensk och internationell allmänhet, studenter och yrkesverksamma inom design, arkitektur, hantverk och industriell produktion kan samlas. En mötesplats för att debattera och utveckla ny hållbar kunskap om framtidens föremål och interiörer i samverkan.